# Claude Bernard (prêtre)
Pour les articles homonymes, voir Bernard et Claude Bernard (homonymie).
 (mars 2020).
Si vous disposez d'ouvrages ou d'articles de référence ou si vous connaissez des sites web de qualité traitant du thème abordé ici, merci de compléter l'article en donnant les références utiles à sa vérifiabilité et en les liant à la section « Notes et références ».
Claude Bernard, dit « le Pauvre Prêtre » et le « Père Bernard », naît le 23 décembre 1588 à Dijon et meurt le 23 mars 1641 à Paris. Il est très populaire en son temps et sauve de l'indigence des milliers de pauvres.

## Biographie
Claude Bernard est le fils d'Étienne Bernard, avocat et magistrat distingué du temps de Henri IV.
Après une jeunesse dissipée, il se convertit, reçut les ordres, devint l'ami et l'émule de saint Vincent de Paul. Dès avant la disparition de son père Étienne (1609), riche magistrat, il se consacra tout entier au service des pauvres, des malades et des condamnés, et il employa toute sa fortune en nourriture et en aumônes. 
Le père Claude Bernard annonça la naissance providentielle de Louis XIV (1638) et il créa le séminaire dit « des XXXIII ». Il fut très populaire en son temps et sauva de l'indigence des milliers de pauvres, comme un second saint Vincent de Paul.
Un « procès en béatification » fut entamé pour qu'il soit déclaré Saint de l'Église, mais des raisons historiques empêchèrent cette enquête préalable de l’Église d'aller au bout de sa béatification.
Cinq biographies ont été écrites sur lui par Jean Puget de La Serre, Thomas Le Gauffre (1604-1646, conseiller du roi dans la chambres des comptes à Paris et successeur spirituel de Claude Bernard), François Gerson, François Giry et Jean-Pierre Camus au XVIIe, une au XVIIIe siècle par le jésuite P. Lempereur et enfin une autre, en 1914, par le Commandeur de Broqua.
Une statue de Claude Bernard se trouve sur l'aile Marly, dans la cour du Palais du Louvre, à côté de celle du cardinal de Mazarin, de Voltaire ou de Jean Racine.